# Mikael Alexander Gustafsson
Mikael Alexander Gustavsson, född 17 september 1997, är en svensk skådespelare, som är mest känd över sin roll som Pierre tanguy i tv-serien Ondskan.